# Дункан I
Дункан I (гэльск. Donnchad ua Maíl Choluim, англ. Duncan I; 1000-е — 14 августа 1040) — король Стратклайда с 1018 года, король Альбы (Шотландии) с 1034 года, сын Кринана Данкельдского и Беток, дочери Малкольма II, короля Шотландии, родоначальник Данкельдской династии. После гибели в 1018 году короля Стратклайд Эоган II шотландский король Малькольм II вынудил признать новым правителем королевства («королём Камбрии») своего внука Дункана. После смерти в 1034 году Малькольма II, не оставившего потомков мужского пола, Дункан был провозглашён новым королём Шотландии. В результате Стратклайд был присоединён к Шотландии, а южная граница королевства переместилась на юг до залива Солуэй и реки Твид. Как отмечает Агнесс Маккензи, именно тогда «возникла современная Шотландия», хотя её границы пока что не совсем совпадали с современными.
В 1031 году Дункан совершил военный поход в северную Англию, осадив Дарем, однако потерпел поражение и был вынужден вернуться в Шотландию. В 1040 году он отправился в Морей с военным походом против её правителя Маэлбеты (Макбета), но потерпел поражение в битве при Ботгованане 14 августа и был убит или умер от полученных ран. В результате Макбет стал королём Шотландии, а сыновья Дункана нашли убежище в Англии. В 1057 году один из них, Малькольм III, смог разбить Макбета и взошёл на шотландский трон.
Дункан I является историческим прототипом короля Дункана в пьесе Уильяма Шекспира «Макбет».

## Происхождение
Известно, что Дункан был сыном Кринана, который в нескольких источниках упоминается как аббат Данкельдского аббатства. По предположениям исследователей, он мог быть членом той же семьи, что и Дунчад, аббат Данкельда, погибший около 965 года вместе с мормэром Атолла Дубдоном в битве при Дорсум-Круп.
Большинство историков считают Кринана Данкельдского одним лицом с Кринаном, которого источники XII века показывают дедом графа Нортумбрии Госпатрика, предка семьи графов Данбар, хотя против такой идентификации возражал Джеффри Бэрроу, считая её недоказанной и неправдоподобной. При этом Нил Макгиган считает анализ Бэрроу «не особенно обоснованным». Историк Алекс Вульф выдвинул гипотезу, что Кринан происходил из ирландской королевской династии Кенел Конайл, правившей в современном ирландском графстве Донегол. Он считал, что аббат мог быть сыном короля Кенел Конайла. По мнению Макгигана, эта гипотеза хорошо коррелирует с версией об идентичности предка Данкельдской династии и Данбаров. Историк считает, что Кринан, возможно, мог быть ирландцем, однако не исключает, что он мог происходить из семьи наследственных хранителей Данкельдского аббатства, проживавшей в верховьях реки Тей, считавшей (возможно, безосновательно) себя связанной родством с династией Кенел Конайл. Макгиган не исключает, что Кринан был родственником или потомком аббата Данкельда Дунчада. При этом в хрониках Иоанна Фордунского и Уолтера Боуэра Кринан назван не аббатом Данкельда, а аббатом Дулла и сенешалем Островов.
Кринан был женат на шотландской принцессе Беток, дочери короля Малькольма II, последнего представителя династии Макальпинов на шотландском троне. По мнению Нила Макгигана, потомки Кринана предпочитали выпячивать своё происхождение от шотландских королей, поэтому предки самого аббата были забыты.

## Биография

### Шотландия в первой половине XI века
В начале XI века на территории современной Шотландии существовало минимум 7 независимых или полузависимых королевств, включая собственно Шотландское королевство (известное также как королевство Альба), территория которого занимала восточную и центральную части Шотландии. Кроме того, существовало множество других независимых или полузависимых королевств. Север и северо-запад управлялись скандинавскими правителями, самыми известными из которых были «короли островов» — правители Гебридских островов. Кроме них были ярлы, под управлением которых находились современные Кейтнесс, Сазерленд, Оркнейские и Шетландские острова, а также большая часть Аргайла. К югу от Форта располагалась так называемая «Средняя Британия» — разные англо-, гэльско- и британоязычные территориальные образования, самыми известными из которых были англосаксонское «графство» с центром в Бамборо и бритское королевство Стратклайд (Камбрия).
Точные очертания Шотландского королевства неизвестны. Его южная граница, согласно источникам XI—XII веков проходила по реке Форт, заболоченное низовье которой и Ферт-оф-Форт были для шотландцев хорошей защитой, и Пентлендским холмам. Сама Шотландия в этот период фактически была разделена на 2 части. Сердцем королевства и опорой власти королей был бассейн реки Тей в Южной Шотландии.
Но кроме королевской династии в начале XI века существовал клан Руайдри, соперничавший с ней; опорой его власти была область Морей в Северной Шотландии. Двое правителей из клана Руайдри, Финдлех мак Руайри (умер в 1020) и Маэл Колум (Малькольм) мак Майл Бригте (умер в 1029), в ирландских анналах называются королями Шотландии, однако в списках шотландских королей они отсутствуют. Современные историки полагают, что возвышение клана Руайдри, возможно, связано с недовольством королём Малькольмом II среди значительной части политического сообщества королевства. Историк Бенджамин Хадсон предположил, что после поражения Малкольма II от нортумбрийцев в 1006 году в Северной Шотландии решили не подчиняться королю, в то время как южане сохранили ему верность. Однако по сути власть клана Руайдри не распространялась за пределы Морея.

### Ранняя биография
Дункан I был уже взрослым к началу 1030-х годов, поэтому его рождение историки относят к первым полутора десятилетиям XI века, а то и раньше. Скорее всего у его деда Малькольма II было несколько дочерей. Так хронист Эндрю Уинтонский, имевший доступ к ныне утерянным источником, назвал Маэлбету (Макбета), сменившего Дункана, сыном его сестры. Другой источник, Каноны Хантингтона, называют Макбета «nepos» Малькольма II; это слово в зависимости от контекста означает или «племянник», или «внук». На основании этого Макгиган считает, что Дункан принадлежал к одному поколению с Финдлайхом, отцом Макбета; поскольку тот уже стал взрослым к 1029 году, историк относит рождение Дункана к началу 1000 годов, а то и к концу X века.
Среди историков укрепилось мнение, что король намеревался передать свой трон сыну Беток. Но при этом брак его дочери с Кринаном состоялся в 1000-е или 1010-е годы, когда Малькольм мог надеяться, что у него родится сын. И, согласно бургундскому хронисту Раулю Глаберу, такой сын родился, причём его крёстным отцом был король Англии и Дании Кнуд Великий; Макгиган относит рождение этого сына к периоду между 1016 и 1026 годом; по мнению историка, даже если хронист запутался в точной степени родства ребёнка и Малькольма II, тот не мог быть одним лицом с Дунканом I, который в 1034 году был уже взрослым. Этот сын умер раньше отца. При этом неизвестно, действительно ли Малькольм II после смерти сына собирался передать трон внуку; Макгиган не исключает, что Дункан мог прийти к власти в результате переворота.

Королевство Островов, Шотландия и Стратклайд в начале XI века

Одним из признаков того, что Малькольм II рассматривал внука в качестве наследника, историки считают тот факт, что после гибели в 1018 году короля Стратклайда Эоган II шотландский король вынудил признать новым правителем королевства («королём Камбрии») Дункана. При этом сам факт того, что Дункан был королём Стратклайда, основан на том, что его сын Малькольм III, согласно одному североанглийскому источнику, описывающему его вторжение при поддержке нортумбрийцев в Шотландию в 1054 году, называл себя «сыном короля камбрийцев»; Д. Браун не исключает, что тот мог самостоятельно завоевать Стратклайд уже после того, как стал шотландским королём после смерти деда.
Кроме Дункана существовали и другие претенденты на престол. В Шотландии во время правления династии Мак-Альпинов действовала система, при которой на троне последовательно сменяли друг друга представители двух линий потомков короля Кеннета I: «Клан Кустантин мак Кинеда» (гэльск. Clann Custantín meic Cinaeda) — потомки короля Константина I, и «Клан Аэда мак Кинеда» (гэльск. Clann Áeda meic Cinaeda) — потомки короля Эда (Аэда). Этот принцип сохранялся на протяжении всего X века. Малькольм II происходил из клана Константина. Последним представителем династии Аэда на шотландском троне был Кеннет III, погибший в 1005 году в битве против Малькольма II. При этом оставались и другие представители династии, но, как полагают историки, возможно в 1034 году не было ни одного взрослого потомка Кеннета I. Так в 1033 году Малькольм II убил «сына сына» (то есть внука) Боэте мак Кинеда; его родственные связи точно неизвестны; по одной версии, Боэте был сыном Кеннета II и, соответственно, братом короля, но историки считают более вероятным, что он был сыном Кеннета III. При этом у Боэте осталась дочь по имени Груох, которая была замужем за Гиллекомганом, правителем Морея; в этом браке родился сын по имени Лулах. Однако в 1032 году муж Груох был сожжён вместе с 50 своими людьми, возможно, по наущению своего двоюродного брата Макбета, сына Финдлеха мак Руайри, ставшего после этого правителем Морея. Её сын был ребёнком и, вероятно, не имел достаточно могущественного покровителя, который мог возвести его на трон. Кроме того, Лулах не отличался большим умом, из-за чего он в списках королей Шотландии XII и XIII века упоминается с прозвищем «Fatuus» (с лат. — «Простак», «Дурак»).

### Король Шотландии
Малькольм II умер 25 ноября 1034 года, а уже 30 ноября Дункан был официально провозглашён королём. Как отмечает Агнесс Маккензи, именно при Дункане «возникла современная Шотландия». В результате присоединения Стратклайда (Камбрии) южная граница королевства переместилась на юг до залива Солуэй и реки Твид. При этом границы Шотландии пока что не совсем совпадали с современными: в этот период в состав Стратклайда входили земли, располагавшиеся к югу от реки Сарк, да и север и северо-запад оставался под управлением скандинавов. При этом Дункан был молод, упрям и не обладал способностями своего деда.
В 1030-е годы фракция Кринана, отца Дункана, была очень влиятельной и, возможно, пользовалась поддержкой соседних правителей. Одним из них, вероятно, был датчанин Кнуд Великий — король Англии и большей части Скандинавии. Н. Макгиган считает маловероятным сообщение Рауля Глабера о том, что Дункан участвовал в крещении Кнуда, однако, по мнению историка, оно, вероятно, свидетельствует об интересе датчан к шотландской политике. На некоторых монетах начала правления Кнуда (1017—1023 годов) появляется имя Кринана, на основании чего Макгиган сделал вывод, что в этот период отец Дункана находился при дворе английского короля. Кроме того, о связях Кринана с Англией свидетельствует и тот факт, что его второй сын Малдред был женат на дочери эрла Нортумбрии Утреда от брака с дочерью англосаксонского короля Этельреда II Неразумного; этот брак мог быть заключён с согласия короля Кнуда.
В 1035 году умер Кнуд Великий, после чего его сыновья начали борьбу за трон между собой, а также со старшим сыном Этельреда II Альфредом Этелингом. В 1038 году нортумбрийский эрл Эдульф Бамбургский вторгся в Стратклайд, опустошив его и, возможно, расширив контроль над Камберлендом и другими бритскими землями в Камбрии. В ответ в следующем году Дункан I совершил военный поход в Северную Англию, осадив Дарем, однако потерпел поражение и был вынужден вернуться в Шотландию. В «Libellus de exordio», которая хотя и была создана в начале XII века, но содержала некоторые письменные и устные источники XI века, говорится, что осаждённые нанесли урон коннице Дункана, а многие из бежавших пеших воинов были убиты во время беспорядочного отступления. После этого головы убитых шотландцев были выставлены на рынке Дарема.
Неудачно закончились и попытки подчинить две северные области Шотландии — Кейтнесс и Сазерленд, которые фактически Дункану не подчинялись, находясь во власти ярла Оркнейских островов Торфинна Сигурдссона. Дункан дважды пытался захватить их, но оба раза шотландцы были разбиты оркнейцами.

### Гибель

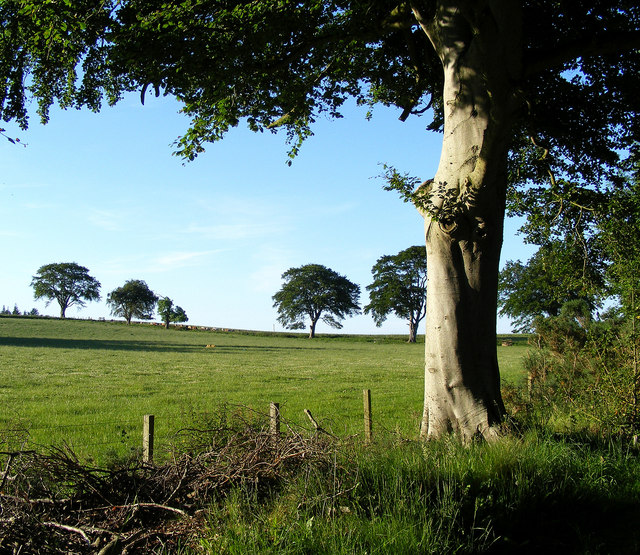
Питгавенни — место, где произошла битва, унёсшая жизнь Дункана I

Военные неудачи Дункана, особенно в Северной Англии, имели катастрофические последствия для него, поскольку подорвали, а то и полностью уничтожили его политический авторитет на родине. Кроме того, Стратклайд оказался без защиты от нападений как нортумбрийцев, так и «чужеземных гэлов», что по сути нанесло смертельный удар по целостности королевства. Шотландское политическое сообщество перестало доверять Дункану, а некоторые из союзников отвернулись от него. По мере того, как росло недовольство, оппозиция стала поддерживать племянника Дункана — Макбета, который с 1032 года управлял Мореем — областью, изолированой от остальной Шотландии горным хребтом, что позволяло его правителям иметь определённую степень политической независимости. Первоначально Макбет, вероятно, был союзником Дункана, одинаково с ним заинтересованным в отмене принципа престолонаследия Макальпинов, но позже его преданность ослабла. Ко всему прочему он женился на Груох, вдове Гиллекомгана, в результате чего не только сам имел права на шотландский престол как внук Малькольма II, но и мог отстаивать права своего пасынка Лулаха.
В 1040 году Дункан организовал поход против Макбета в Морей. «Анналы Ульстера» сообщают, что Дункан «был убит своими людьми». В списках шотландских королей указывается, что произошло это в битве при Ботгованане (возможно, современный Питгавенни около Элгина). Битва состоялась 14 августа, король погиб в ней или позже умер от полученных ран в замке Элгин.
Спустя два века его потомок, король Александр II, учредил капеланство в Элгинском соборе для того, чтобы проводить мессу о поминовении души короля Дункана; капеллану за её проведение выплачивалось три марки из королевских доходов от бурга Элгина. Спустя два века эти три марки продолжали выплачиваться.
Поздний и считающийся спорным источник указывает, что похоронен Дункан I был в Айоне.

## Наследство
После гибели Дункана I королём Шотландии стал Макбет. Отец покойного короля, Кринан, погиб в 1045 году. Возможно, что он, возлагая на Макбета вину за гибель сына, погиб в ходе организованного им восстания.
Сыновей Дункана, которые в момент гибели отца, вероятно, были детьми, новый король не тронул. Но позже они покинули страну, найдя убежище в Англии. Возможно, что после восстания Кринана оставшиеся в живых сторонники отправили его внуков из Шотландии. В 1054 году один из них, Малькольм, при поддержке нортумбрийцев разбил Макбета в битве на холме Дансинан, захватив после этого часть Шотландии к югу от Тея. А 15 августа 1057 года смог убить и самого Макбета. Хотя часть шотландцев признали королём Лулаха, тот в марте 1058 года был убит Малькольмом, который после этого взошёл на трон. Его потомки управляли Шотландией до 1290 года.

## В культуре
Дункан I является историческим прототипом короля Дункана — персонажа пьесы Уильяма Шекспира «Макбет». В отличие от реального правителя, Дункан из человека «незрелого возраста», как его описывает одна хроника XI века, превратился в «почтенного и милостливо правителя», «мудрого старика».

## Брак и дети
Имя жены короля Дункана в современных ему документах не упоминается, но в одном из сохранившихся списков шотландских королей указано, что матерью короля Малькольма III была Сутейн (англ. Suthain, лат. Suthen). Но это имя было добавлено в более старый список спустя несколько лет после смерти в 1286 году короля Александра III, вероятно, около 1290 года. Н. Макгинан полагает, что, возможно, что оно было скопировано из более раннего, но утраченного источника.
В другом источнике, шотландской хронике XIII века, указывается, что жена Дункана была кровной родственницей эрла Нортумбрии Сиварда. Однако, по мнению Н. Макгилана, этому противоречит тот факт, что она носила гэльское имя. Историк предлагал несколько возможных объяснений. Хроника могла спутать эрла Сиварда с одноимённым ярлом Оркнейских островов. По другой версии, жена Дункана могла после замужества сменить имя, однако нет свидетельств того, что подобная практика существовала в Шотландии. Ещё одним объяснением может быть ошибка в имени. При этом Макгилан считает, что возможно и более простое объяснение: по источникам известно, что связи между потомками Дункана и Нортумбрией сформировались в начале XII века, когда будущий король Давид I женился на внучке Сивара, поэтому известие о родственных связях между Сутейн и Сивардом — продукт анахронизма.
Ещё в одной поздней хронике, созданной Эндрю Уинтонским, приводится история, восходящая, вероятно, к какой-то романтической саге. Согласно ей в молодости Дункан отправился на охоту, но отстав от свиты наткнулся на дом мельника в Фортевиоте, оказавшего ему гостеприимство. Там будущий король влюбился в дочь хозяина и в ту же ночь был зачат Малькольм III. Далее добавляется, что девушка позже была выдана замуж за лодочника. Н. Макгилан указывает, что хронист, как и многие другие писатели того времени, пытался показать основателями королевской династии Малькольма III и его жену Маргарет, что не совсем совпадало с фактами, ибо тот был вторым королём в своём роду. Историк Рианнон Перди высказала предположение, что Эндрю Уинтонский пытался решить это противоречие, показав Малькольма III незаконнорождённым и, соответственно, родоначальником новой династии.
У Дункана известны следующие дети:
- Малькольм III (умер 13 ноября 1093), король Шотландии с 1058 года[25][24].
- Дональд III Бан (умер в 1099), король Шотландии в 1093 и 1094—1097 годах[25][27][28].
- (?) Мелмар (Маэл Муир) (умер после 1135), которого «The Complete Peerage[англ.]» называет родоначальником династии мормэров Атолла[25]. Он известен только из созданной в XIII веке «Саге об оркнейцах». Однако в приведённой в ней генеалогии существует хронологическая проблема: внук Маэл Муира, который, если он был сыном Дункана, должен был родиться не позже 1040 года и не мог быть дедом умершего в 1206 году оркнейского графа Харальда Маддадссона. По мнению Н. Макгилана, его происхождение от шотландских могло быть сфабриковано, хотя не исключает, что при создании саги было пропущено несколько поколений и у короля Малькольма III действительно мог быть брат по имени Маэл Муир, ставший мормэром Атола — региона, расположенного к северу от Данкельда и непосредственно примыкающего к нему[28].